# دكستروأمفيتامين
دِكستروأمفيتامين (بالإنجليزية: Dextroamphetamine) هو منبه للجهاز العصبي المركزي وهو مصاوغ مرآتي للأمفيتامين والذي يستخدم في علاج اضطراب نقص الانتباه مع فرط النشاط وعلاج النوم القهري وأيضًا يستخدم كمنشط جنسي ومحسن المزاج كما يستخدم في نطاق واسع من قبل القوات الجوية العسكرية أثناء المهام المرهقة مثل مهام القصف الليلي ومن أمثلة هذا الاستخدام استخدامه في الحرب العالمية الثانية علاجًا للإرهاق.
يتواجد الأمفيتامين في صورتين متماثلتين ليفوأمفيتامين وديكستروأمفيتامين، يعتبر الديكستروأمفيتامين أكثر نشاطا من الليفوأمفيتامين وهناك مشتقات السلفات للديكستروأمفيتامين والتي يتوفر منها جرعات عديدة وقد يصف الأطباء الديكستروأمفيتامين كدواء أولي غير نشط في صورة مركب لايس ديكساأمفيتامين والذي يتحول بعد امتصاصة إلي ديكستروأمفيتامين.وآليات عمل الأمفيتامين متنوعة فهو يثبط البروتين الناقل للأحماض الأمينية مثل (السيروتونين، نور ايبينيفرين، الدوبامين)

## الإستخدامات

### الطبية
يستخدم في علاج ضطراب نقص الإنتباه مع فرط النشاط(ADHD)، علاج النوم القهري، كما يستخدم بدون تصريح في علاج الإكتئاب والسمنة. أدى التعرض الطويل المدى لجرعات عالية من الأمفيتامين في بعض حيوانات التجارب إلى تغيرات غير طبيعية للمستقبلات الدوبامين. تحسن الجرعة العلجية من الأمفيتامين تطور الدماغ والنمو العصبي لدى مرضى اضطراب نقص الانتباه مع فرط النشاط (ADHD)  وبمراجعة دراسات التصوير العصبي الكهرومغناطيسي وجد أن الاستخدام الطويل المدى للأمفيتامين يقلل من التشوهات في تركيب الدماغ ويحسن من وظائفه في مرضى اضطراب تشتت الانتباه و فرط النشاط ويحسن وظائف أجزاء كبيرة من الدماغ مثل النواة الذنبية اليمنى (right caudate nucleas) في العقد القاعدية(Basal Ganglion).و أوضحت الأبحاث آمان الاستخدام الطويل المدى للأمفيتامين الطبي في علاج اضطراب نقص الانتباه مع فرط النشاط كما أثبتت التجارب التي امتدت لتسعة أشهر على أطفال مصابين بهذا الاضطراب زيادة معدل زكائهم بنسبة 4,5 I.Q بالإضافة لزيادة مستمرة في التركيز وانخفاض السلوك الفوضوي وفرط الحركة، الأبحاث الحالية على المرضى المصابين بإضطراب نقص الإنتباه مع فرط النشاط تحفز فكرة ارتباطه بقصور وظيفي في بعض النواقل العصبية ref name="pmid22392347"/> في الدماغ مثل اضطراب نقل الدوبامين في الاسقاط القشري الحرقفي (mesocorticolimbic projection), واضطراب نقل النورايبينفرين في الموقع الأزرق (Locus ceruleus) وفي القشرة الأمام جبهية ولذلك تعتبر منبهات الجهاز العصبي مثل الميثيل أفندات والأمفيتامين فعالة في علاج هذا الاضطراب لأنها تزيد من كفاءة هذه النواقل في هذه الأماكن في الدماغ.
80% من المرضى الذين يستخدمون هذه المنشطات العصبية يلاحظوا تحسن في الأعراض كما أنهم يشعرون بتحسن في علاقتهم مع أقرانهم وأفراد عائلتهم وتحسن في أدائهم الدراسي.
وقد أشارت مؤسسة كوكرين في أبحاثهم على الأطفال والبالغين المصابين بهذا الاضطراب والذين تعاطوا الأمفيتامين أنه على الرغم من التحسن القصير المدى في الأعراض الا انه لها نسبة فشل بسبب زيادة آثارها الجانبية.

### تحسين الأداء
اجري في عام 2015 مراجعة منهجية وتحليل تلوي لتجربة سريرية عالية الجودة وجدت أنه عند استخدام جرعات علاجية صغيرة من الأمفيتامين يحدث تحسن واضح في الإدراك وفي ذاكرة العمل والذاكرة العرضية (طويلة المدى) والانتباه ولدى البالغين الأصحاء فإن التحسن يحدث نتيجة التنشيط الغير مباشر لكل من مستقبلات الدوبامين ومستقبلات الأدرينالين في القشرة الأمام جبهية،  مما يؤدي إلى تحسن في استرجاع المعلومات. الأمفيتامين والمنبهات العصبية الأخرى تزيد من الانتباه وتحسن من أداء المهام الصعبة والمملة لذلك يستخدمها بعض الطلاب كوسيلة مساعدة في الامتحانات ومع ذلك فان الجرعات العالية من الأمفيتامين تقلل من أداء الذاكرة ومركز الإدراك، كما يستخدم الأمفيتامين من قبل بعض الرياضين لفوائده النفسية وتأثيره في تحسين الأداء حيث يزيد من قدرة التحمل (حيث يؤخر الإحساس بالتعب) وذلك عن طريق تثبيط إعادة امتصاص الدوبامين في الجهاز العصبي المركزي ومع ذلك فإن الإستخدامات الغير طبية للإمفيتامين في الأحداث الرياضية يعتبر محرم، في الافراد الأصحاء فإن الجرعات العلاجية تؤدي الي زيادة قوة العضلات وتحسن من السرعة والاداء وقدرة التحمل مع ذلك فإن الجرعات الكبيرة من الأمفيتامين تؤدي إلي أثار جانبية تعيق الأداء الرياضي مثل ارتفاع درجة الحرارة وانحلال الربيدات

### الآثار الشخصانية
يعتبر الديكستروأمفيتامين مثير للشهوة ومنشط جنسي طبيعي ويعتبر الديكستروأمفيتامين من أكثر الأدوية التي يساء استخدامها لما لها من تأثير في تحسين المزاج وزيادة الوعي وزيادة الطاقة بعد تناول الدواء  والآثار الجانبية لسوء استخدامه لا تقتصر علي عدم وضوح الرؤية وزيادة درجة حرارة الجسم وزيادة معدل ضربات القلب واختلال في الكلام وأمراض نفسيه أخرى.
يسئ بعض الافراد استخدام كبسولات الديكستروأمفيتامين حيث يتم فتحها وطحن محتوياتها واستنشاقها أو يتم إذابتها في الماء وحقنها في الوريد مما قد يؤدي إلي إدمانه.

## موانع الاستخدام
وفقا للبرنامج العالمي للآمن الكيميائي والمنظمة العالمية للدواء والغذاء فإن الأمفيتامين ممنوع استخدامه في مدمني المخدرات وأمراض الجهاز الدوري والتهيج الشديد وأيضا مرضي تصلب الشرايين والمياه الزرقاء وفرط افراز الغدة الدرقية وارتفاع ضغط الدم المتوسط الي الشديد  ومرضي الحساسية ضد المنبهات العصبية أو الذين يتناولون مثبطات أكسيد أحادي الأفين كما ان الدراسات أتبتت أن المرضي الذين يعانون من القهم العصبي أو الاضطراب ذو الإتجاهين أو الاكتئاب أو أمراض الكبد والكلي والتشنجات وظاهرة رينو لابد أن يأخذوا الأمفيتامين بحذز كما أن الجرعات الدوائية من الأمفيتامين لا تؤثر علي الآجنة (لا تحدث تشوهات في الآجنة) ولكن بالجرعات الكبيرة يمكن ان يحدث تشوهات.

## الآثار الجانبية

### الفيزيائية
الأعراض الجانبية تختلف اختلاف كبير من مريض لآخر تبعا لاختلاف العمر والجرعة المستخدمة وعوامل أخرى، ومنها بعض الآثار علي الجهاز الدوري مثل ارتفاع أو انخفاض ضغط الدم بسبب الاستجابة الوعائية المبهمية، ظاهرة رينو، زيادة ضربات القلب، ولها تأثير علي المستوي الجنسي في الرجال مثل ضعف الانتصاب.
الأعراض الجانبية علي البطن وجع في المعدة، فقدان في الشهية، فقدان الوزن، زغللة العين، جفاف الحلق، صرير الأسنان، نزيف الأنف، احتقان الأنف.

### النفسية
الآثار النفسية للجرعات الدوائية تتمثل في زيادة اليقظة، التركيز، نقص الشعور بالتعب، تقلبات مزاجية (الإحساس بالبهجة متبوع باكتئاب)،الأرق زيادة الثقة في النفس، زيادة القدرة علي معايشة الاجتماعيات، آثار جانبية أخرى تحدث ولكن بنسبة اقل مثل التوتر وداء العظمة، التهيجية، السلوك الإستحوازي وهذه الآثار تعتمد علي شخصية الفرد وحالته المزاجية.
الذهان الناتج عن الأمفيتامين (جنون الارتياب، الوهام) يحدث في المتعاطين بشراهة أو المتعاطين لفترات طويلة.

## الجرعة المفرطة
الجرعة المفرطة من الأمفيتامين يمكن أن تؤدي إلي أعراض مختلفة ولكنها ليست خطيرة والتي تزيد مع زيادة الجرعة.
مدمن الأمفيتامين هو الذي يتناول أكثر من 5 جم من الأمفيتامين في اليوم وذلك يمثل 100 ضعف الجرعة الدوائية، ومن اخطر أعراض التسمم التشنجات وفقدان الوعي.في عام 2013 ادي تناول الجرعة المفرطة من الأمفيتامين والميثاأمفيتامين إلي وفاة ثلاثة ألاف وسبعمائة ثمانية وثمانين شخص (3788شخص)حول العالم. في الجرعات العالية يحدث تنشيط زائد للإسقاط القشري الحرقفي (mesolimbic projection)حيث مسارات الدوبامين التي تربط المنطقة السقفية الأمامية ب النواة المتكئة والتي تلعب دور رئيسي في إدمان الامفيتامين والأفراد الذين يتناولون جرعات مفرطة من الأمفيتامين أثناء الاستخدامات الغير طبية يؤدي الي زيادة فرصة إدمان الأمفيتامين لأن الجرعات المفرطة المتكررة تؤدي إلي زيادة معدل (accumbal ΔFosB)والذي يعتبر بروتين أساسي في الإدمان، عندما يزداد استثارة النواة المتكئة يزيد افراز ΔFosB والذي يتورط في احداث الإدمان.
وفعليا لاتوجد أدوية لعلاج إدمان الأمفيتامين ولكن ممارسة الرياضة يقلل من خطورة حدوث الإدمان وأيضا يحسن من التعافي من الإدمان وتعتبر عامل مساعد مع العلاج السلوكي المعرفي والذي يعتبر أفضل علاج إكلينيكي متاح حتي الآن.
أعراض الجرعة المفرطة
| الجهاز                | الجرعة القليلة الي المتوسطة                            | الجرعة العالية                                                                                   |
| --------------------- | ------------------------------------------------------ | ------------------------------------------------------------------------------------------------ |
| الجهاز الدوري         | - اضطراب في ضربات القلب - ارتفاع أو انخفاض في ضغط الدم | - صدمة قلبية - نزيف دماغي - هبوط الدورة الدموية                                                  |
| الجهاز العصبي المركزي | - دوخة - فرط الفعل المنعكس - رعشة - استثارة شديدة      | - الذهان الناتج عن الأمفيتامين - تكرار الحركة - متلازمة السيروتونين - زيادة نشاط العصب السمبثاوي |
| الجهاز العضلي الهيكلي | وجع العضلات                                            | انحلال الربيدات                                                                                  |
| الجهاز التنفسي        | التنفس السريع                                          | - وذمة الرئة - ارتفاع ضغط الدم الرئوي - قلاء تنفسي                                               |
| الجهاز البولي         | - ألم أثناء التبول - احتباس البول                      | - انقطاع البول - فشل كلوي                                                                        |
| آخري                  | - إرتفاع درجة حرارة الجسم - توسع الحدقة                | - إرتفاع أو إنخفاض البوتاسيوم - إرتفاع شديد في درجة الحرارة - الحماض الآيضي                      |

### الإدمان
إدمان الأمفيتامين هو خطر شديد يهددالأفراد الشرهين في إستخدامه ولكنه لا ينتج من تناول الجرعات العلاجية حتي لو لمدة طويلة، والتعود علي الدواء يحدث غالبا من سوء استخدام الدواء (مثل استخدام جرعات عالية).

#### آلية الإدمان
الأبحاث الحالية علي إدمان الأمفيتامين أثبتت حدوث تغير في التعبير عن الجين في أجزاء معينة من الدماغ منها النواة المتكئة، أهم عوامل النسخ والتي يحدث فيها تغيرات هي ΔFosB ،CAMP ،CREB ،REB ،NF-KB ، يلعب ΔFosB دور حيوي في حدوث الإدمان لأن زيادة كميته في D1-type medium spiny neuron مسئول عن معظم الأعراض السلوكية والعصبية التي تحدث من التعود فبمجرد ذيادة ΔFosBيؤدي الي حالة إدمان وهو مهم أيضا في إدمان الكحول والكوكايين والنيكوتين وأشباه الأفيونات والبروبوفول.
ΔJunD (عامل نسخ)و G9a كلا العاملين يعاكس إنتاج ΔFosB في النواة المتكئة حيث أن زيادة كمية ΔJunD في النواة المتكئة يثبط معظم الأعراض السلوكية والعصبية التي تظهر من إدمان الأمفيتامين

### العلاج الدوائي
منذ عام 2014 وليس هناك علج فعال لإدمان الأمفيتامين أجريت أبحاث عديدة في عام 2015,2016 نصت علي أن المحفزات الانتقالية ل TAAR1 لها تأثير علاجي فعال نسبيا في إدمان المنبهات النفسية مع ذلك في فبراير 2016 تم اختبار المركب الوحيد المعروف بانه محفز انتقائى ل TAAR1 ، إدمان الامفيتامين يحدث غالبا نتيجة التنشيط الزائد لمستقبلات الدوبامين مع مستقبلات ن_مثيل _د_آسبارتات عن طريق اغلاق مستقبلات الكالسيوم، وقد اقترحت دراسة حديثة معتمدة علي حيوانات التجارب ان الاستخدام المرضي للمنبهات النفسية (الاستخدام الزائد الذي يؤدي للإدمان) يقلل من نسبة الماغنسيوم داخل خلايا الدماغ ولذلك فان إمداد الجسم بالماغنسيوم كعلاج أوضح تقليل نسبة الأمفيتامين الذي ينتجه جسم الإنسان ولكنه ليس علاج وحيد مؤثر في إدمان الامفيتامين.

### العلاج السلوكي
العلاج السلوكي المعرفي هو العلاج الأكثر تأثيرا في علاج إدمان المنبهات العصبية بالإضافة لذلك أجريت أبحاث علي التأثير العصبي البيولوجي لممارسة الرياضة والذي أشار الي ان ممارسة تمارين الايروبكس يوميا خصوصا تمارين التحمل يمنع حدوث إدمان الدواء كما انه علاج مساعد في حالة حدوث الإدمان حيث ان التمارين تؤدي الي نتائج أفضل للعلاج عندما تستخدم علاج مساعد حيث انها تقلل من المنبهات النفسية التي يفرزها جسم الإنسان وتقلل من الانتكاسة بعد تمام الشفاء وتزيد من كثافة مستقبلات الدوبامين د2 (DRD2)في النواة المخططية وهكذا عكس ما يحدث في الإدمان حيث يقلل من (DRD2).
وقد لاحظت دراسة ان ممارسة الرياضة قد تمنع من حدوث الإدمان للدواء عن طريق تنبيه ΔFosB أو c-Fos immunoreactivity في النواة المخططية وفي أجزاء أخرى من جهاز المكافأة في جسم الإنسان.
ملخص للدونة المتعلقة بالإدمان
اللدونة العصبية
| أشكال اللدونة العصبية                                   | المواد الأفيونيه                   | محفزات نفسية | الطعام الغني بالدهون والسكريات | النشاط الجنسي | ممارسة الرياضة | التشجيع الاجتماعي | المصادر |  |
| ------------------------------------------------------- | ---------------------------------- | --- | ------------------------------ | ------------- | -------------- | ----------------- | ------- |  |
| التعبير عن ΔFosB في D1-type MSNs في النواة المتكئة      | ↑                                  | ↑ | ↑                              | ↑             | ↑              | ↑                 | [90]    |  |
| تصاعد الاستهلاك                                         | نعم                                | نعم | نعم                            |               |                |                   | [90]    |  |
| - المنبهات العصبية cross sensitization                  | نعم                                | | نعم                            | نعم           | يقلل           | يقلل              | [90]    |  |
| المنبهات العصبية self administration                    | ↑                                  | ↑ |                                | ↓             |                | ↓                 | ↓       |  |
| المنبهات العصبية conditioned place performance          | ↑                                  | ↑ | ↓                              | ↑             | ↓              | ↑                 |         |  |
| الإنتكاسة                                               | ↑                                  | ↑ |                                |               | ↓              | ↓                 | مثال    |  |
| CREB phosphorylation in the nucleus accumbens           | ↓                                  | ↓ | ↓                              |               | ↓              | ↓                 |         |  |
| تحفيز الاستجابة للدوبامين في nucleus accumbens          | لا                                 | نعم | لا                             | نعم           |                |                   |         |  |
| تنبيه اشارات الدوبامين المخططية                         | ↓DRD2, ↑DRD3                       | ↑DRD1, ↓DRD2, ↑DRD3 | ↑DRD1, ↓DRD2, ↑DRD3            |               | ↑DRD2          | ↑DRD2             | مثال    |  |
| تنبيه اشارات الافيونات المخططية                         | لا تتغير                           | ↑μ-opioid receptors ↑κ-opioid receptors \|\| ↑μ-opioid receptors \|\| ↑μ-opioid receptors \|\| لا تتغير \|\| لا تتغير \|\| مثال |                                |               |                |                   |         |  |
| تغيرات في الاحماض الامينية للافيونات في النواة المخططية | ↑dynorphin ، لا تغير في enkephalin | ↑dynorphin |                                |               |                | ↑                 | مثال    |  |
| عدد الزوائد الشجيرية في النواة المتكئة                  | ↓                                  | ↑ |                                | ↑             |                |                   |         |  |
| كثافة الزوائد الشجيرية في النواة المتكئة                | ↓                                  | ↑ |                                | ↑             |                |                   |         |  |

### الاعتماد والانسحاب
تبعا لدراسة أخرى اجرتها مؤسسة كوكرين في إعراض الانسحاب للمرضي الذين استخدموا الامفيتامين والميث أمفيتامين اجباريا (خصوصا المستخدمين لكميات كبيرة عندما يضطروا لايقاف مفاجئ للامفيتامين)فوجدوا ظهور لاعراض الانسحاب في خلال 24 ساعة من تعاطي اخر جرعة وهذه الاعراض ظهرت في 87.6% من الحالات واستمرت ل ثلاث أو أربع اسابيع مع مرحلة انهيار شديدة تحدث في أول أسبوع ومن هذه الأعراض التوتر، رغبة شديدة في الدواء، الاكتئاب، التعب، زيادة الشهية، زيادة أو نقص الحركة، عدم وجود حافز، الأرق أو النعاس الشديد والأحلام الصامتة وأثبتت الدراسة اعتماد أعراض الانسحاب علي سن المريض ومدي اعتماده علي المخدر ولكن لا تحدث اعراض الانسحاب بعد الاستخدام طويل المدي لجرعات دوائية للامفيتامين.
ا

### التسمم والذهان
في فئران التجارب والاوليات الجرعات العالية كم الامفيتامين تسبب تسمم الدوبامين أو ضرر في الاعصاب المفرزة للدوبامين حيث يحدث ضمور طرفي في الاعصاب ونقص في النواقل ووظائف المستقبلات. ليس هناك دليل واضح ان الامفيتامين يؤدي الي التسمم العصبي المباشر في الإنسان؛ مع ذلك فان الجرعات العالية من الامفيتامين يمكنها بطريقة غير مباشرة ان تسبب تسمم عصبي بالدوبامين عن طريق ارتفاع درجة الحرارة والتكوين الزائد لانواع الأكسجين التفاعلية وزيادة الاكسدة الذاتية للدوبامين.
النماذج الحيوانية للتسمم العصبي نتيجة الجرعات العالية من الامفيتامين تشير الي حدوث ارتفاع درجة حرارة الجسم (أكثر من 40 درجة سيليزية) يساعد في حدوث التسمم حيث يسهل إنتاج أنواع الأكسجين التفاعلية ويعطل الوظائف الحيوية للبروتين ويزيد من نفاذية الحاجز الدموي الدماغي.
الجرعات العالية من الامفيتامين يمكن ان تؤدي الي ذهان والذي يشتمل علي عدة اعراض منها Paranoia ، الهلاوس وفي دراسة لمؤسسة كوكرين أوضحت أن الذهان الناتج من الديكستروامفيتامين وميثامفيتامين في (5:15)% من المرضي المدمنين لا يتم علاجه نهائيا وطبقا لنفس الدراسة فان هناك حالة واحدة على الأقل تظهر تحسن بالادوية النفسية ويتم الشفاء فيها من ذهان الامفيتامين والذي نادرا ما يحدث من الجرعات العلاجية.

## التفاعلات
العديد من المواد تتفاعل مع الامفيتامين مما ينتج عنه تغير في آثر وآيض كل من الدواء والمادة التي تفاعل معها.
مثبطات الانزيمات التي تساعد في آيض الامفيتامين مثل (CYP2D6 و FMO3)سوف تطيل من الوقت اللازم لتخلص الجسم من الامفيتامين مما يعني أن تأثيره سيطول، أيضا يتفاعل الامفيتامين مع MAOIs خصوصا مثبطات monoamine oxidase A مما يؤدي الي زيادة ال caticholamines في الدم (الدوبامين، نوايبينفرين)ولذلك فان الاستخدام المتزامن لكل منهما معا يعتبر خطير، الامفيتامين ينظم نشاط معظم الادوية النفسية فمثلا الامفيتامين يقلل من تأثير المهدئات والعقاقير المسببة للاكتئاب ويزيد تأثير المنبهات ومضادات الإكتئاب كما يقلل الامفيتامين من تأثير خافضات الدم ومضادات الذهان. استخدم الزنك يقلل من الجرعة الدنيا المؤثرة للامفيتامين لذلك فهو يستخدم في علاج ADHD .

## علم الصيدلة

### الآلية الدوائية
يعد الامفيتامين ومقابلاته الضوئية من المواد الكيميائية من الناهضات (المحرضات) لل (trace amine-associated receptor 1 (TAAR1 ، و GPCR تم اكتشافه في 2001 هو مه في تنظيم النواقل العصبية احادية الحمض الاميني في المخ. تنشيط TAAR1 يزيد من إنتاج cAMP عن طريق تثبيط إنزيم محلقة الأدينيلات وتثبيط وظيفة ناقل الدوبامين ونواقل النورايبينفرين ونواقل السيروتونين بالضافة إلي زيادة إنتاج النواقل العصبية أحادية الحمض الأميني يدخل الأمفيتامين ومقابلاته الضوئية عن طريق حويصلة متشابكة تسمي VMAT2 فتطلق الدوبامين والنوايبينفرين والسيروتونين وأحماض أمينية أحادية أخرى، الديكسترو امفيتامين والليفو امفيتامين لهم نفس الألية الدوائية ولكن الاختلاف يكون في الأعضاء التي يتفاعلوا معها، الديكسترو أكثر قوة في التفاعل مع TAAR1 أكثر من الليفوامفيتامين وبالتالي الديكستروامفيتامين أقوي في التأثير علي الجهاز العصبي المركزي من الليفوامفيتامين ب ثلاث ل أربع مرات، والليفو امفيتامين له تأثير أعظم علي الجهاز الدوري والآثار الطرفية.

### المركبات الداخلية المشابهة للامفيتامين
يشبه الامفيتامين لحد كبير في التركيب والوظيفة الكثير من الاحماض الامينية الموجودة داخل جسم الإنسان وهي جزيئات عصبية ينتجها جسم الإنسان وعقلة ومن بين هذه المركبات أكثر مركب مشابه للامفيتامين هو «فنثيلامين» المركب الأولي للامفيتامين، «ان ميثيل فنثلامين» هو ة مصاوغ مرآتي للامفيتامين (له نفس التركيب)، في جسم الإنسان فنثلامين ينتج مباشرة من ل_فينيا ألانين عن طريق انزيم يسمي aromatic amino acid decarboxylase وهو أيضا الذي يحول L-DOPA الي دوبامين.
«ان ميثيل فينثلامين» يتم آيضه من الفنثيلامين عن طريق انزيم phenylethanolamine N-methyltransferase نفس الانزيم الذي يساعد في آيض النورايبينفرين الي ايبينفرين، كلا من الفنثيلامين وان ميثيل فينثلامين ينظم نقل الأحماض الأمينية الأولية عن طريق TAAR1 .

### الحركية الدوائية
التوافر الحيوي الفموي للامفيتامين يختلف مع اختلاف الدرجة الحامضية (PH)، الامفيتامين هو قلوي ضعيف وثابت التفكك الحمضي له هو 9.9 ؛ لذلك عندما يكون الدرجة الحامضية للأمعاء قلوية يكون الدواء ذائب في الدهون ويتم امتصاصة بسرعة عن طريق الغشاء الخلوي الغني بالدهون في جدار الامعاء والعكس يحدث إذا كان الوسط حمضي فان الدواء يكون اقل امتصاصا وغالبا 40% من الامفيتامين تسير في مجري الدم متحدة مع بروتينات البلازما.
عمر النصف خلوي لشبيهات الامفيتامين يختلف تبعا لاختلاف الدرجة الحامضية للبول، في الحالة الطبيعية فان فترة النصف حيوية لكل من الديكستروامفيتامين والليفو امفيتامين من (9:11) ساعة ومن (11:14)ساعة بالترتيب؛ في حالة تناول غذاء حمضي فان ذلك يقلل فترة النصف خلوي لهم الي (8: 11) ساعة في حالة تناول الغذاء القلوي يزيد فترة النصف خلوي الي (16:18) ساعة. يتم إخراج الامفيتامين عن طريق الكلي حوالي (30:40٪) من الدواء يتم اخراجه بدون تغير في الدرجة الحمضية للبول في المثانة؛ في جسم الإنسان الوسط الحمضي للمثانة قلوي حيث يكون الامفيتامين في حالته القاعدية الحرة لذلك يتم إخراج القليل من الدواء، عندما يتغير ال PH داخل المثانة فان استعادة المثانة للامفيتامين يزداد من 1٪ الي 75٪ تبعا لدرجة ال PH للبول إذا كان قاعدي جدا أو حمضي جدا بالترتيب ويتم إخراج الامفيتامين من الجسم في خلال يومين من اخر جرعة فموية.
CYP2D6, dopamine β-hydroxylase (DBH), flavin-containing monooxygenase 3 (FMO3), butyrate-CoA ligase (XM-ligase), and glycine N-acyltransferase (GLYAT) هم الانزيمات الموكل اليها آيض الامفيتامين، والامفيتامين له الكثير من النواتج الآيضية مثل 4-hydroxyamphetamine, 4-hydroxynorephedrine, 4-hydroxyphenylacetone, benzoic acid, hippuric acid, norephedrine, and phenylacetone.[4][143][148]
الطريق الايضي الاساسي للامفيتامين يظهر في الصورة التالية:

## التاريخ والثقافة
المركب الرسيمي للامفيتامين تم تصنيعه بداية تحت اسم كيميائي "phenylisopropylamine"في برلين عام 1887 بواسطة الكيميائي الروماني Lazar Edeleanu. ولم يكن متداول حتي عام 1932 حيث عرضته شركة الادوية GlaxoSmithKline علي هيئة مستنشق Benzedrine والذي يستخدم كموسع للشعب بحيث ان الامفيتامين الموجود في هذا المستحضر في صورته السائلة القاعدية الحرة وليست املاح الكلوريد أو السلفات، بعد ثلاث سنوات أخرى في عام 1935 المجتمع الدوائي أصبح علي وعي بالخصائص المنبه للامفيتامين خصوصا الديكستروامفيتامين وفي عام 1937 قدمت شركة Smith, Kline أقراص تحت الاسم التجاري Dexedrine وفي الولايات المتحدة اعتمد اعتمد الDexedrine في علاج الصرع واضطرابات الانتباه والسمنة وفي كندا اقتصر استخدامه علي الصرع و
الشلل الرعاش parkinsonism ، في العقود التالية تم تداول الامفيتامين في اشكال عديدة اولا بواسطة شركة Smith, Kline, and French مثل مزيج الديكستروامفيتامين واموباربيتال (دواء منوم ومهدئ سريع) يباع تحت اسم Dexamyl ؛ وفي عام 1950 تم تحضير كبسولات تحتوي علي الديكستروامفيتامين استخدم في الحرب العالمية التانية لتأخير الشعور بالتعب.
أصبح من الواضح ان الديكستروامفيتامين وباقي مشتقات الامفيتامين يساء استخدامة كثيرًا وفي عام ذ970 تم تصنيف الامفيتامين وباقي sympathomimetics جدول II(أكثر فئة تقيدا في الاستخدام من قبل الحكومات)، في الولايات المتحدة تستخدم القوات الجوية الديكستروامفيتامين حيث يتم اعطاءها للطيارين لكي يساعدهم علي التركيز والانتباه ولاتستخدم هذه الادوية بعد أداء المهمة

## المستحضرات الدوائية
| الاسم التجاري | الاسم المتداول في الولايات ىالمتحدة | نسبة الديكستروامفيتامين: الليفوامفيتامين | الشكل الدوائي   | تاريخ بدء التسويق | المصادر |
| ------------- | ----------------------------------- | ---------------------------------------- | --------------- | ----------------- | ------- |
| Adderall      | _                                   | 3:1                                      | أقراص           | 1996              | مثال    |
| Adderall XR   | _                                   | 3:1                                      | كبسولات         | 2001              | مثال    |
| Adzenys XR    | امفيتامين                           | 3:1                                      | أقراص تحل بالفم | 2016              | مثال    |
| Dyanavel XR   | امفيتامين                           | 3.2:1                                    | معلق            | 2015              | مثال    |
| Evekeo        | amphetamine sulfate                 | 1:1                                      | أقراص           | 2012              | مثال    |
| Dexedrine     | dextroamphetamine sulfate           | 1:0                                      | كبسولات         | 1976              | مثال    |
| ProCentra     | dextroamphetamine sulfate           | 1:0                                      | شراب            | 2010              | مثال    |
| Zenzedi       | dextroamphetamine sulfate           | 1:0                                      | أقراص           | 2013              | مثال    |
| Vyvanse       | lisdexamfetamine dimesylate         | 1:0                                      | كبسولات         | 2007              | مثال    |

سلفات الديكستروامفيتامين
في الولايات المتحدة التركيبات فورية الامتصاص من سلفات الديكستروامفيتامين متوفرة علي هيئة اقراص 5مجم و 10مجم تم تسويقها عن طريق شركات Barr (Teva Pharmaceutical Industries), Mallinckrodt Pharmaceuticals, Wilshire Pharmaceuticals, Aurobindo Pharmaceutical USA and CorePharma.
الاقراص فورية الامتصاص قديما تم تداولها تحت اسم Dexedrine و Dextrostat ولكن تم منعها، وفي 2015 هذه الأقراص أصبحت متاحة تحت اسم Zenzedi في شكل جرعة 2,5 مجم،5مجم، 7,5 مجم،15 مجم، 20 مجم، 30 مجم.
سلفات الديكستروامفيتامين متاح ك كبسولات controlled release في صورة جرعات 5مجم، 10 مجم، 15 مجم تحت اسم Dexedrine وتم تسويقها بواسطة شركات Barr و Mallinckrodt وتم توفير محلول فموي بطعم العلكة تحت اسم تجاري ProCentra صنع بواسطة شركة FSC Pediatrics ، وتم تصنيعه ليكون وسيلة أسهل في حالة اعطاءه للاطفال حيث من الصعب عليهم تناول الكبسولات.
Lisdexamfetamine
الديكستروامفيتامين هو المنتج الآيضي النشط لل Lisdexamfetamine وهو متوفر تحت اسم تجاري Vyvanse ، الديكستروامفيتامين يتم تحريره من Lisdexamfetamine بواسطة الانزيمات بعد اتحاده مع كرات الدم الحمراء؛ Vyvanse يتم تداولة علي هيئة كبسولات تعطي مرة واحدة يوميا في صورة 6 تركيزات 20 مجم،30مجم،40مجم،50مجم،50مجم،70مجم.
Adderall
تركيب دوائي اخر يحتوي على الديكستروامفيتامين يعرف باسم تجاري Adderall وهو متاح علي هيئة أقراص فورية الإطلاق وكبسولات ممتدة الإطلاق و Adderall يحتوي على نسب متساوية من أملاح الامفيتامين الأربعة: ربع من racemic (d,l-)amphetamine aspartate monohydrate وربع من dextroamphetamine saccharate ، وربع من dextroamphetamine sulfate ، وربع من racemic (d,l-)amphetamine sulfate .
الأدوية المتداولة والتي تحتوي علي قاعدة الامفيتامين
| Total | base |
| ----- | ---- |

| total | dextro | levo |
| ----- | ------ | ---- |

| dextro | levo |
| ------ | ---- |

| 368.49 | 270.41 |
| ------ | ------ |

| 73.38٪ | 73.38٪ | __ |
| ------ | ------ | -- |

| 22.0 mg | __ |
| ------- | -- |

| 368.49 | 270.41 |
| ------ | ------ |

| 73.38٪ | 36.69٪ | 36.69٪ |
| ------ | ------ | ------ |

| 11.0 mg | 11.0 mg |
| ------- | ------- |

| 25% | dextroamphetamine sulfate |

| 25% | amphetamine sulfate |

| 25% | dextroamphetamine saccharate |

| 25% | amphetamine aspartate monohydrate |

| 286.32 | 135.21 |

| 47.22% | 23.61% | 23.61% |

| 455.49 | 135.21 |

| 29.68% | 29.68% | ____ |

| 135.21 | 135.21 |

| 100% | 76.19% | 23.81% |

| 22.9 mg | 7.1 mg |